# Ваалверіф
Ваалверіф (Ваалберіт; Баалберіт; Валберіт; Балберіт; Баал-Бріт; Баал-Вериф; Баал-Берит; Ваал-Берит  — «бог союзу») — місцевий Баал, якому поклонялися євреї після смерті Гедеона.
У роботах середньовічних демонологів був одним із могутніх демонів, архіваріусом Пекла.
Колись шанувався в Ханаані як божество — «володар угод», під заступництвом якого укладалися всі договори.
Відповідно до «Histoire admirable» батька Себастиана Михаэлиса  (1612), Ваалверіф був одним із 6666 демонів, які володіли сестрою Мадлен Демандоль в Екс-ан-Провансі на початку XVII ст. Під час Екзорцизму він не лише відкрив імена та обов'язки інших дияволів, а й назвав їх небесних протистоятелів. За власним зізнанням, Ваалверіф є князем херувимів, він схиляє людей до богохульства, лихослів'я, сварки, вбивства і самогубства. Святий, що протидіє йому - Варнава.
Зберігся договір між пекельними ієрархами та священиком Урбеном Грандье, який наслав демонів на черниць луденського монастиря в 30-х роках. XVII ст. Клятва демонів у відданості священикові написана праворуч наліво на скороченій латині, підписана Сатаною, Вельзевулом, Люцифером, Елімі, Левіафаном і Астаротом, в кутку — приписка: «Завіряю підписи і позначку головного диявола і моїх хазяїв, ")". Ваалверіф згадується у списку диявольських імен у « Сатанінській Біблії » Лавея.